# IC 4170/2
IC 4170/2 је галаксија у сазвијежђу Береникина коса која се налази на листи објеката дубоког неба у Индекс каталогу.
Деклинација објекта је + 21° 8' 9" а ректасцензија 13h 5m 34,9s. Привидна величина (магнитуда) објекта IC 4170 износи 17,6 а фотографска магнитуда 18,6. IC 41702 је још познат и под ознакама 8ZW 234, PGC 45287.